# Jean-Baptiste Le Sesne de Ménilles d'Étemare
Jean-Baptiste Le Sesne de Ménilles d’Étemare, plus communément appelé l’abbé d’Étemare, est né en 1682 et mort en 1770. Il est considéré comme un des principaux ecclésiastiques jansénistes liés au mouvement convulsionnaire.

## Biographie
L’abbé d’Étemare a d’abord étudié la théologie chez les Oratoriens, sous la direction de Jacques Joseph Duguet. Ordonné prêtre en 1709, il dit sa première messe à Port-Royal des Champs juste avant l’évacuation du monastère.
En 1725 il se rend à Rome afin de travailler à une réconciliation entre Benoit XIII et le clergé français appelant, mais sans succès. De retour en France, il s’installe dans le diocèse d’Auxerre auprès de l’évêque Caylus, favorable au jansénisme. 
À partir de 1754 et jusqu’à sa mort en 1770, l’abbé d’Étemare vit en Hollande auprès des membres de l’Église vieille-catholique d’Utrecht. Il institue un séminaire francophone à Rhynwick. (Rijnwijk/Zeist, à 10 km d'Utrecht, la maison qui abrita le séminaire fut détruite en 1867). 
L’abbé d’Étemare a entretenu une riche correspondance avec les jansénistes de toute la France, et notamment avec Jean-Baptiste Raymond de Pavie de Fourquevaux, janséniste toulousain auteur d’un Catéchisme historique et dogmatique sur les contestations qui agitent maintenant l’Église, fruit d’une collaboration étroite entre les deux hommes.
L’abbé d’Étemare est également le cousin germain de Marie-Scholastique Le Sesne de Ménilles de Théméricourt, qui reprit la suite de Mademoiselle de Joncoux dans son œuvre immense de copie et de publication des manuscrits sauvés de Port-Royal des Champs.

## Œuvres
L’abbé d’Étemare est surtout connu pour son œuvre littéraire, et notamment pour ses Gémissements d’une âme vivement touchée par la destruction du saint monastère de Port-Royal des Champs (1734). Cet ouvrage est un des exemples les plus connus de prose figuriste, c’est-à-dire qui voit dans les évènements du temps une mise en réalité des catastrophes prédites dans les Écritures.
- Abrégé de l’histoire de l’Église. Où l’on voit ce qui est arrivé de plus mémorable depuis la création du monde jusqu’à présent, 1693, 4 tomes. (La date figure ainsi au catalogue de la BNF, mais il s'agit certainement d'une erreur, l'auteur n'ayant alors que 11 ans)
- Explication de quelques prophéties touchant la conversion future des Juifs, et spécialement de celle du ch. XI. de l’épître aux Romains, avec une Réponse à des difficultez qui ont été proposées sur cette explication, 1724.
- Éclaircissemens sur la crainte servile et la crainte filiale, selon les principes de saint Augustin et de saint Thomas, 1734.
- Les Hexaples ou les Six colonnes sur la constitution Unigenitus, 6 tomes, en collaboration avec Laurent-François Boursier, Pasquier Quesnel et Gabriel-Nicolas Nivelle, 1721[2].
- Tradition des Saints Peres sur la conversion future des Juifs, fondée sur les témoignages des Ecritures, 1724.